# Cantón de Desamparados
Cantón de Desamparados är en kanton i Costa Rica.   Den ligger i provinsen San José, i den centrala delen av landet, 4 km söder om huvudstaden San José.